# Belagerung von Monemvasia (1821)
1821

Walachischer Aufstand – Kalamata – Navarino – Patras – Salona – Livadeia – Lalas – Samothraki – Monemvasia – Alamana – Valtetsi – Doliana – 1. Akropolis – Gravia – Drăgășani – Grana – Vasilika (Thessaloniki) – Sculeni – Vasilika (Fthiotida) – Tripoli
1822–1824

Akrokorinth – Chalandritsa – Chios – Naoussa – Chios – Peta – Kompoti – Dervenakia – Agionori – Nauplia – 1. Missolonghi – Karpenisi – 2. Missolonghi – Kasos – Psara – Samos – Gerontas
Griechische Bürgerkriege 1823–1825
Ägyptische Intervention

Kremmydi – Andros – Sphacteria – Maniaki – Myloi – Alexandria – Kakosalesi – Kleisova – 3. Missolonghi – Kastraki – Mani – Varnakova – 2. Akropolis – Arachova – Kamatero – Phaleron
Intervention der Großmächte

Volos – Itea – Mega Spilaio – Navarino – Morea-Expedition – Chios-Expedition – Mortino – Koronisia – Petra
Seeschlachten sind in kursiv

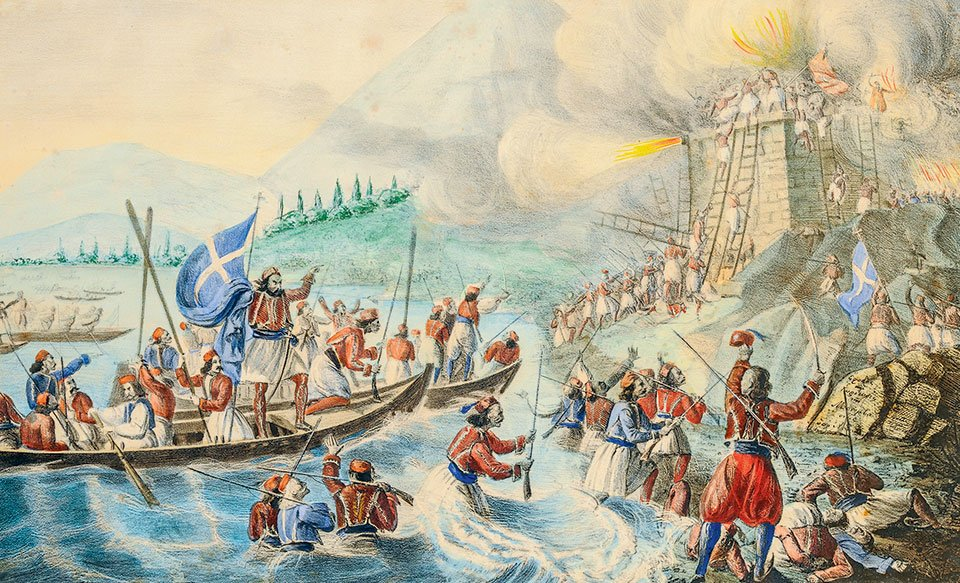
Der Fall und die Einnahme der Festung Monemvasia durch die Griechen im Juli 1821. Chromolithographie von Alexandros Isaias, Venedig, 1839

Die Belagerung von Monemvasia (1821) (griechisch Πολιορκία της Μονεμβασίας) war eine für die Griechen siegreiche Belagerung im Rahmen der Griechischen Revolution.
Monemvasia war die erste befestigte Stadt des Peloponnes, die am 23. JuliJul. bzw. 4. AugustGreg. 1821, nach viermonatiger Belagerung, in die Hände der Griechen fiel.

## Hintergrund

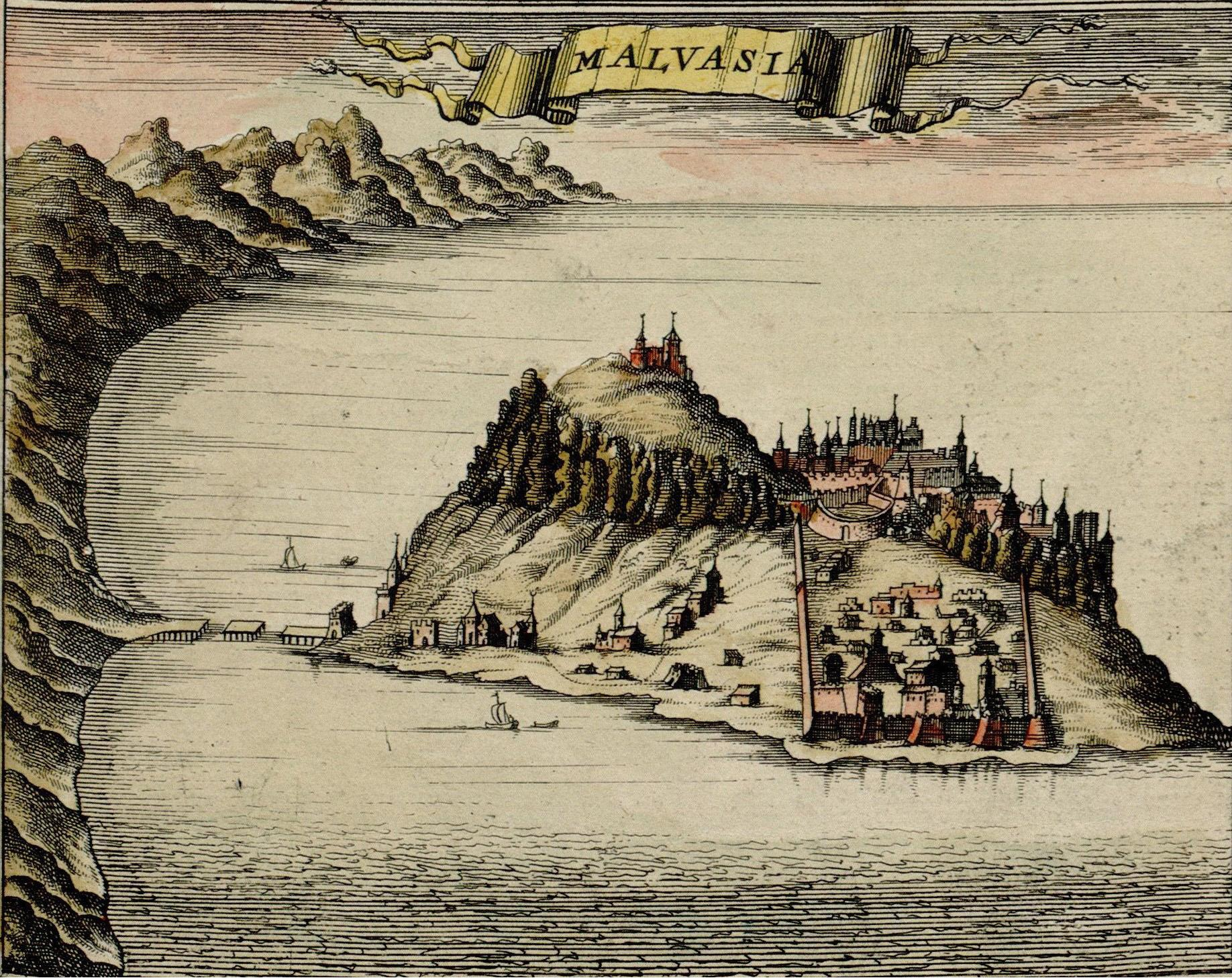
Stadtansicht nach einem Stich von F. de Wit, Amsterdam, 1680

### Militärische Situation
Für das Überleben der Griechischen Revolution war die Eroberung der Städte und Festungen auf dem Peloponnes von zentraler Bedeutung. Da die griechischen Aufständischen kaum über Artillerie verfügten, versuchten sie, die osmanischen Garnisonen durch Belagerungen auszuhungern und so zur Kapitulation zu zwingen. Diese Strategie war jedoch zunächst nur begrenzt erfolgreich: Die Belagerten konnten häufig über den Seeweg durch die osmanische Flotte oder durch europäische Handelsschiffe mit Nachschub versorgt werden, und viele Belagerungen waren nicht systematisch oder umfassend genug organisiert.
Hinzu kam, dass Kampfhandlungen in der Regel nur tagsüber stattfanden. Beide Seiten hielten sich an die übliche Mittagsruhe (Siesta), und nächtliche Gefechte blieben die Ausnahme. Die osmanischen Festungen selbst waren auf längere Belagerungen schlecht vorbereitet: Vorräte waren vor Beginn der Revolution kaum angelegt worden, viele Befestigungen befanden sich in schlechtem Zustand, und die vorhandene Artillerie war oft veraltet oder funktionsuntüchtig.
Im Vergleich zu anderen Städten und Festungen wie Navarino, Palamidi, Nafplio und Rio, deren Truppenstärken seit Jahren abnahmen, blieb die Garnison der Janitscharen in Monemvasia zwischen 1797 und 1819 mit 254 bis 255 Mann nahezu konstant. Trotz der konstanten Truppenstärke wies die Garnison von Monemvasia im Jahr 1819 eine außergewöhnlich hohe Fluktuation auf, da fast die Hälfte der Soldaten in dem Jahr als Ersatz für ausgeschiedene oder verstorbene Janitscharen neu aufgenommen wurde.

### Gesellschaftliche Situation
Vor der Belagerung lebten in Monemvasia zahlenmäßig mehr Türken als Griechen, wobei sich die Nationalbezeichnungen hauptsächlich über die Religionszugehörigkeit unterschieden. Viele Griechen sind in Monemvasia zum Islam konvertiert, um der Sklaverei zu entgehen. Trotz der unterschiedlichen Religionszugehörigkeiten herrschte ein friedliches Zusammenleben. Aufgrund großer Armut war das Überleben für beide Gemeinschaften oberste Priorität. Gerüchte über einen Aufstand der griechischen Reâyâs wurden von den Aghas Monemvasias zunächst nicht ernst genommen, da sie diese als Intrige des albanischen Rebellen Ali Pascha einstuften. Erst mit dem Ausbruch der Revolution in Mani und am 23. März in Marathonisi (Gythio) wurde die Lage ernst, woraufhin sich die osmanischen Bewohner der umliegenden Orte in die Festung von Monemvasia zurückzogen.
Monemvasia galt zusammen mit Tripolitsa als Zufluchtsort für Lakonier und nahm beispielsweise 60 muslimische albanische Familien aus der Festung Vardunia (Sminos) auf, die nach dem Tod von Murad Aga durch Nikitas über Mystras dorthin geflohen waren und sich am 22. März einschlossen. Dieser Bevölkerungszuwachs wirkte sich jedoch ungünstig auf die Versorgungslage der Festung aus.

## Verlauf

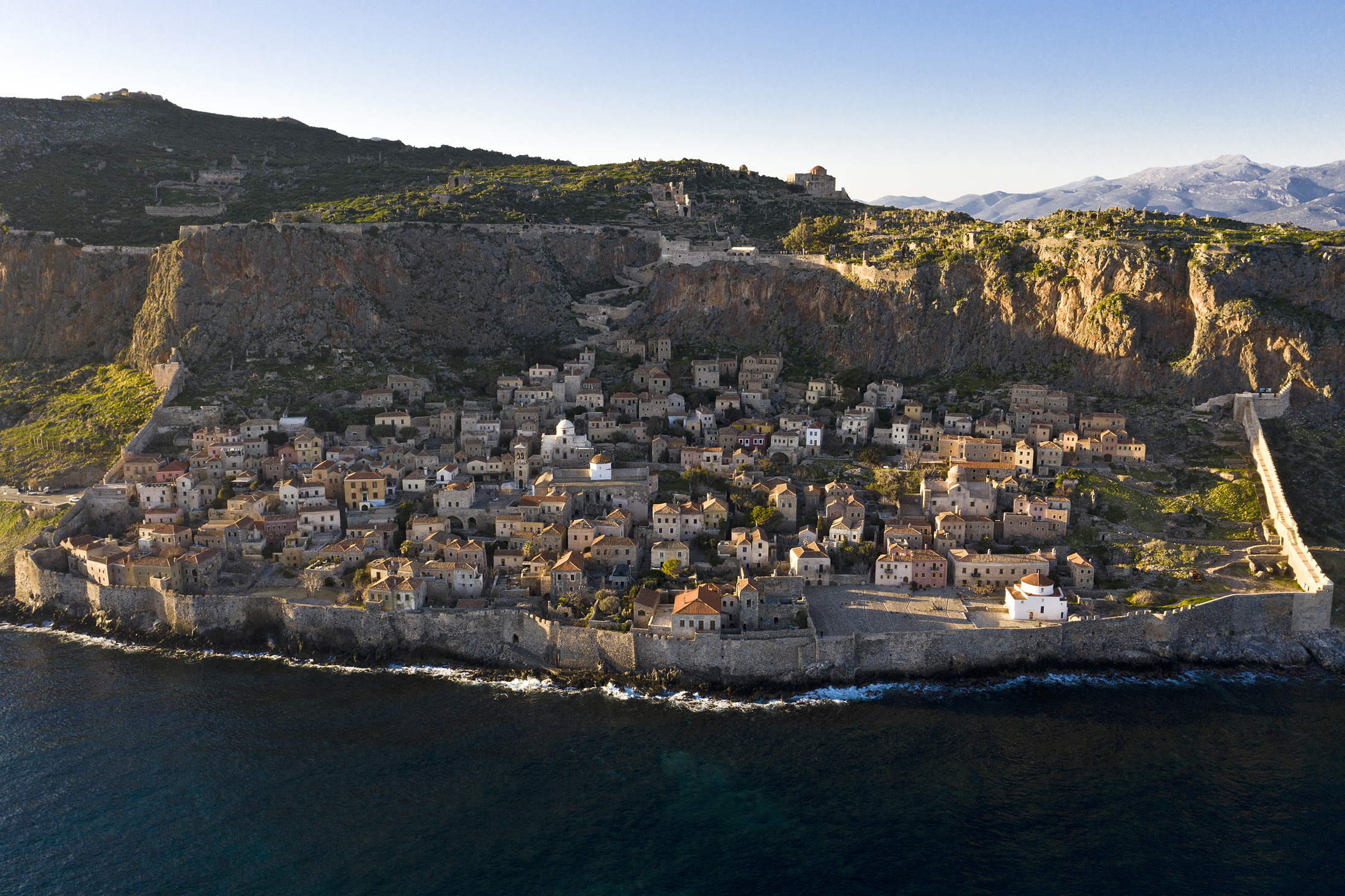
Monemvasia in strategisch schwer einnehmbarem Gelände (2020)

### März bis April
Am 28. März 1821 trafen 400 maniotische Kämpfer unter der Führung von Pierrakos Grigorakis, Dimitrios Tsigourakos Grigorakis und Tzanetakis Grigorakis vor der Festung Monemvasia ein. Kurz darauf folgten 250 Tsakonen aus Leonidio in Kynouria. Mit ihrem Erscheinen schlossen sich zahlreiche weitere Griechen aus dem Umland von Monemvasia der Belagerung an. Das besondere Gelände Monemvasias machte die Stadt zu einer natürlichen und schwer einzunehmenden Festung. Die Zahl der in der Festung befindlichen Osmanen belief sich auf etwa 4500, und die Vorräte hätten für die bevorstehende Belagerung etwa ein oder zwei Monate gereicht.
Edmond Jurien de La Gravière schrieb hierzu: „Hätte der Sultan sich regelmäßig um die Versorgung seiner Festungen gekümmert, hätte das korrigiert werden können, doch die Gouverneure pflegten, die gelieferten Vorräte umgehend zu verkaufen.“
An der Belagerung der Festung waren 3000 Manioten beteiligt. Auch die Tsakonen spielten während der Belagerung eine bedeutende Rolle.
Der zeitgenössische Altonaische Mercurius hielt fest, dass die Belagerten „Fahrzeuge nach Konstantinopel, Smyrna und Kandia [schickten], um die benachbarten Paschas von dem sie betroffenen Schicksale zu unterrichten: aber sie fielen fast alle den Hydrioten in die Hände.“

Beim ersten Ausbruchsversuch der Eingeschlossenen unternahmen drei Gruppen den Versuch, aus Monemvasia zu entkommen, in Richtung Sykia, Foiniki und Agios Nikolaos (Gemeinde Monemvasia). Der Vorstoß scheiterte jedoch und die Belagerten zogen sich unter Verlusten zurück. Vier von ihnen wurden getötet, sieben weitere verwundet; auf Seiten der Belagerer gab es einen Toten.

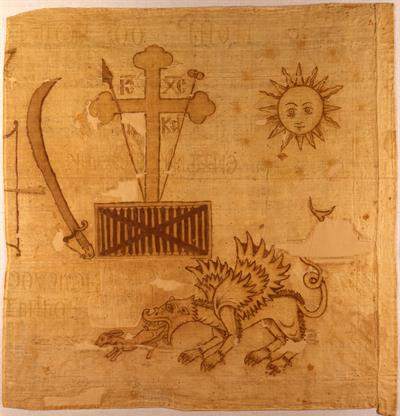
Diese Flagge wurde vom Korps der Östlichen Mani getragen, das während der Belagerung und des Falls von Monemvasia im Jahr 1821 unter dem Kommando von Pierros Grigorakis-Tzanetakis stand. (Aufbewahrt im Nationalen Historischen Museum Athen)

Am 28. März 1821 unternahmen die Belagerten einen Versuch, ihre Vorräte aufzustocken. Dieser Versuch scheiterte jedoch mit erheblichen Verlusten, sodass sie sich in die Festung zurückziehen mussten. Um ähnliche Vorfälle künftig zu verhindern, baten die Belagerer die Bewohner von Spetses um Unterstützung. Diese reagierten schnell und entsandten unter der Führung von Georgios Panos am 4. April eine Flotte von elf Schiffen, die den Belagerungsring verstärkte. Auch Laskarina Bouboulina beteiligte sich mit ihren vier Schiffen und ihren Palikaren an der Belagerung von See aus.
Psara trat am 23. April 1821 in die Revolution ein und begann sofort, osmanische Schiffe mit Nachschub entlang der Küste von Tenedos bis Rhodos zu zerstören oder zu kapern. Dadurch verhinderten die Psarianer Expeditionen aus Kleinasien und erleichterten so maßgeblich die Einnahme von Monemvasia und Navarino.
Bald begannen die Belagerten, unter anderem an Hunger und besonders an Wassermangel zu leiden. Trotz der vorübergehenden Verstärkung durch Spetses hatten auch die Belagerer zunehmend mit Nachschubproblemen zu kämpfen, was die Effektivität ihrer Unterstützung beeinträchtigte.

### Mai
Die Belagerer erhielten nicht die erhoffte Unterstützung und zeigten sich enttäuscht über die Gleichgültigkeit weiter Teile der griechischen Bevölkerung. Sie litten unter Hunger, Krankheiten, Schlafmangel und widrigen Wetterbedingungen. In einem Brief baten sie um Verstärkung, Kanonenkugeln und Tabak, da entsprechende Mittel fehlten. Trotz der Umstände erklärten sie ihre Entschlossenheit zum Durchhalten, wie aus einem Schreiben hervorgeht. Am 3. Mai 1821 vereinbarten die an der Belagerung Beteiligten zudem die „brüderliche Aufteilung“ der erwarteten Beute nach der Einnahme der Stadt und verpflichteten sich gegenseitig zur Treue, wobei ein Abweichen vom Beschluss als Verrat betrachtet werden sollte.

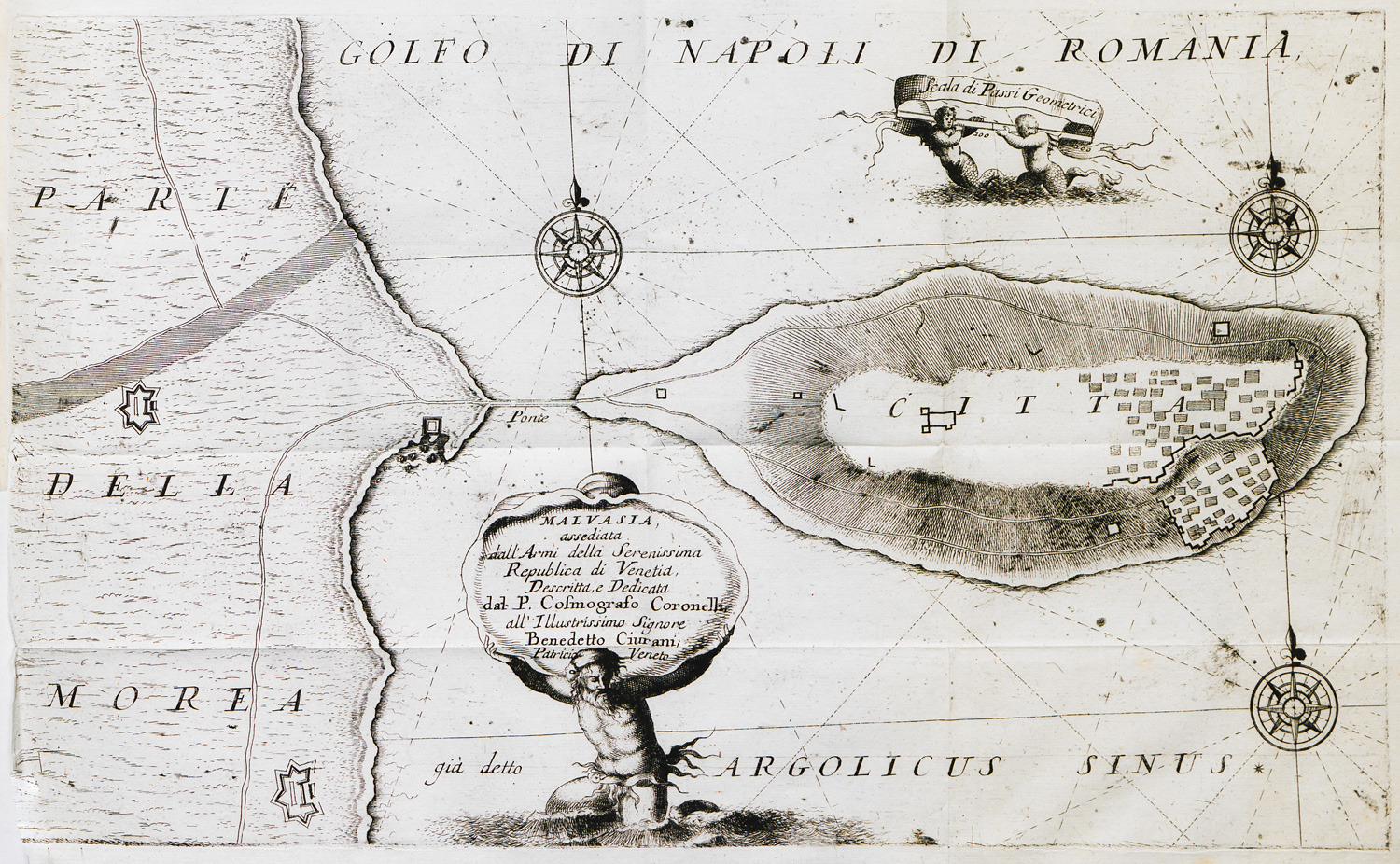
Karte von Monemvasia (1708) von Vincenzo Maria Coronelli. Die Darstellung zeigt die auf einem Felsen gelegene Festung Monemvasia sowie die schmale Landverbindung (Brücke) zum peloponnesischen Festland.

Am 18. Mai unternahmen die eingeschlossenen Osmanen einen weiteren Ausbruchsversuch, bei dem sie ein vor Anker liegendes Boot kaperten sowie die Brücke der Belagerer zerstörten, den einzigen Zugang über Land nach Monemvasia. Unterdessen wuchs die Zahl der Belagerer durch den Zuzug weiterer Manioten und Tsakonen. Auch zur See wurde die Blockade verstärkt: Vier Schiffe schlossen sich der Belagerung an, drei aus Spetses und eines aus Gythio, das Panagiotis Mavrommatis Vouzounaras gehörte.
Der Grieche Panagiotis Mertsanis wurde bei seiner Ankunft in der Belagerung schwer bestraft, nachdem er den Belagerten durch die Weitergabe von Informationen über die Erfolge des Kechagiabey neue Hoffnung gemacht hatte. Die eingeschlossenen Osmanen planten eine weitere Ausbruchaktion mit 170 Kämpfern, um Verwirrung im griechischen Lager zu stiften. Aufgrund mangelnder Unterstützung durch weitere Osmanen scheiterte die Aktion jedoch. Mertsanis, der sich zum Zeitpunkt der Aktion in den osmanischen Reihen befand, wurde von den Bewohnern von Spetses und Mani gefangen genommen und wegen seines vermeintlichen Verrats exemplarisch bestraft.
Um die Situation zu erleichtern, erlaubten die belagerten türkischen Aghas den in der Burg eingeschlossenen christlichen und muslimischen Einwohnern den Abzug, um die Bevölkerung zu reduzieren und die Versorgung der verbleibenden Belagerten zu sichern. Dennoch verschlechterte sich die Lage zunehmend, und die Hoffnung schwand. Laut dem Schwäbischen Merkur herrschte in der belagerten Stadt Monemvasia großer Hunger. Demnach seien die Lebensmittelrationen auf wenige Unzen Brot pro Tag beschränkt gewesen, Tiere, Baumwollsamen, Meeresalgen und sogar Ratten seien verzehrt worden. Einige Belagerte hätten sich laut diesem Bericht und anderen Angaben schließlich sogar zum Kannibalismus entschlossen. Diese ernährungsbedingten Umstände führten zum Ausbruch einer schweren Krankheit unter den Belagerten.
Der Bericht des Schwäbischen Merkur erwähnt außerdem, dass griechische Kämpfer gefangene Muslime demonstrativ vor den Mauern der Stadt hinrichteten. William St Clair gibt an, dass es sich bei diesen Personen um 60 Männer und Frauen handelte, die auf See gefangen genommen wurden. Der Altonaische Mercurius ergänzt zudem, dass die Hinrichtungen täglich stattfanden.

### Juni
Am 9. Juni 1821 richtete der Peloponnesische Senat eine offizielle Aufforderung an die osmanische Garnison von Monemvasia, die Stadt kampflos den griechischen Truppen zu überlassen und auf friedlichem Weg abzuziehen. Die Verhandlungen übernahm auf osmanischer Seite Ibrahim Bulukbasi, der einen sicheren Abzug der Verteidiger in Richtung Nafplio forderte.
Da Dimitrios Ypsilantis bei der Belagerung keine aktive Rolle spielte, beschloss der Peloponnesische Senat, die Festung im Namen der griechischen Regierung einzunehmen und sie einem von Ypsilantis ausgewählten Offizier zu übergeben. Ypsilantis „legte jedoch seine vizeköniglichen Ansprüche und seine Eitelkeit nicht ab“, was zu Misstrauen unter den Kommandanten der Belagerung führte und den weiteren Verlauf der Blockade negativ beeinflusste. Auf griechischer Seite wurde die Vermittlung nun durch Alexandros Kantakouzinos geführt, einen engen Vertrauten von Dimitrios Ypsilantis, dessen Ankunft der revolutionären Führung neues Gewicht verliehen hatte. In den Verhandlungen forderte Kantakouzinos unter anderem, dass die Osmanen die Kosten der Belagerung zu tragen hätten, eine Forderung, die abgelehnt wurde. Ebenso wies er den osmanischen Vorschlag zurück, nur die Stadt zu übergeben und das befestigte Kastell unter ihrer Kontrolle zu belassen. Diese Zurückweisung hatte strategische Gründe: Eine Teilübergabe ohne das Kastell hätte den militärischen Wert der Kapitulation deutlich gemindert.
Die Osmanen befanden sich zunehmend in einer verzweifelten Lage. Viele suchten unter Begleitung verkleideter Griechen, die als Muslime ausgegeben wurden, Zuflucht bei den Belagerern. Auf diese Weise konnten zahlreiche griechische Gefangene entkommen. Nur sechs griechische Familien verblieben im Inneren der Festung, ihre Anwesenheit wurde jedoch bald zum Druckmittel: Die osmanischen Aghas versuchten, sie als Geiseln zu benutzen, um die Verhandlungen zu beeinflussen. In diesem Moment erklärte sich Kantakouzinos bereit, lediglich die Stadt, nicht aber die Festung, zu übernehmen, unter der Bedingung, dass eine entsprechende Vereinbarung schriftlich bestätigt werde.

### Juli/August
Die Belagerten konnten aufgrund der strikten Blockade keine Nahrung aus den umliegenden Dörfern beschaffen und waren über die ausbleibende militärische Unterstützung enttäuscht. Auf Initiative des griechischen Proestos Panagiotis Kalogeras, der sich mit ihnen auf der Burg befand, forderten sie die Übergabe der Burg und der Stadt an Vertreter der griechischen Verwaltung. Zutiefst verzweifelt und hungernd kapitulierten also die wenigen verbliebenen Türken, 756 von etwa 4000, als die Belagerung vier Monate zuvor begann, vor dem Gesandten von Dimitrios Ypsilantis, Alexandros Katakouzinos, und erklärten sich bereit, die Burg gegen das Versprechen einer sicheren Überfahrt und des Transports mit dem Boot an die Küsten von Kleinasien (oder Chios) zu übergeben.

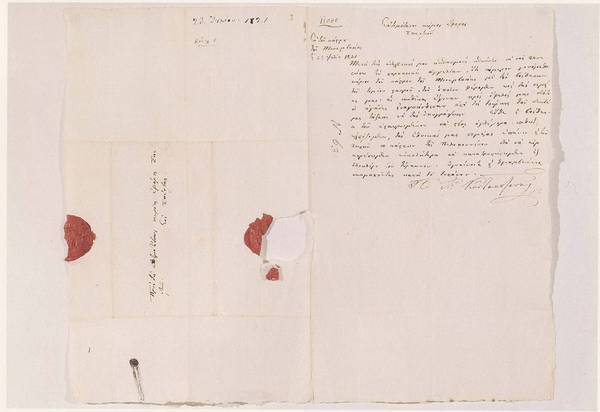
Das Dokument der Kapitulation Monemvasias an die siegreichen Griechen am 23. Juli 1821, unterzeichnet von Kantakouzinos.

Die Tore wurden geöffnet, und der Plan ging auf. Die Übergabe wurde nun zur verbindlichen Realität: Die Osmanen kapitulierten, und die Bedingungen sahen freien Abzug in alle Richtungen vor. Die Garnison sollte ihre Waffen in den Festungen zurücklassen.
Die Türken legten also ihre Waffen nieder und durften ihren beweglichen Besitz behalten. Gemäß George Finlay zahlten 500 von ihnen eine festgelegte Summe, um mit zwei oder drei spetsiotischen Schiffen, die an der Seeblockade teilgenommen hatten, nach Scala Nuova in Kleinasien übergesetzt zu werden.

## Folgen

### Übergabe der Stadt

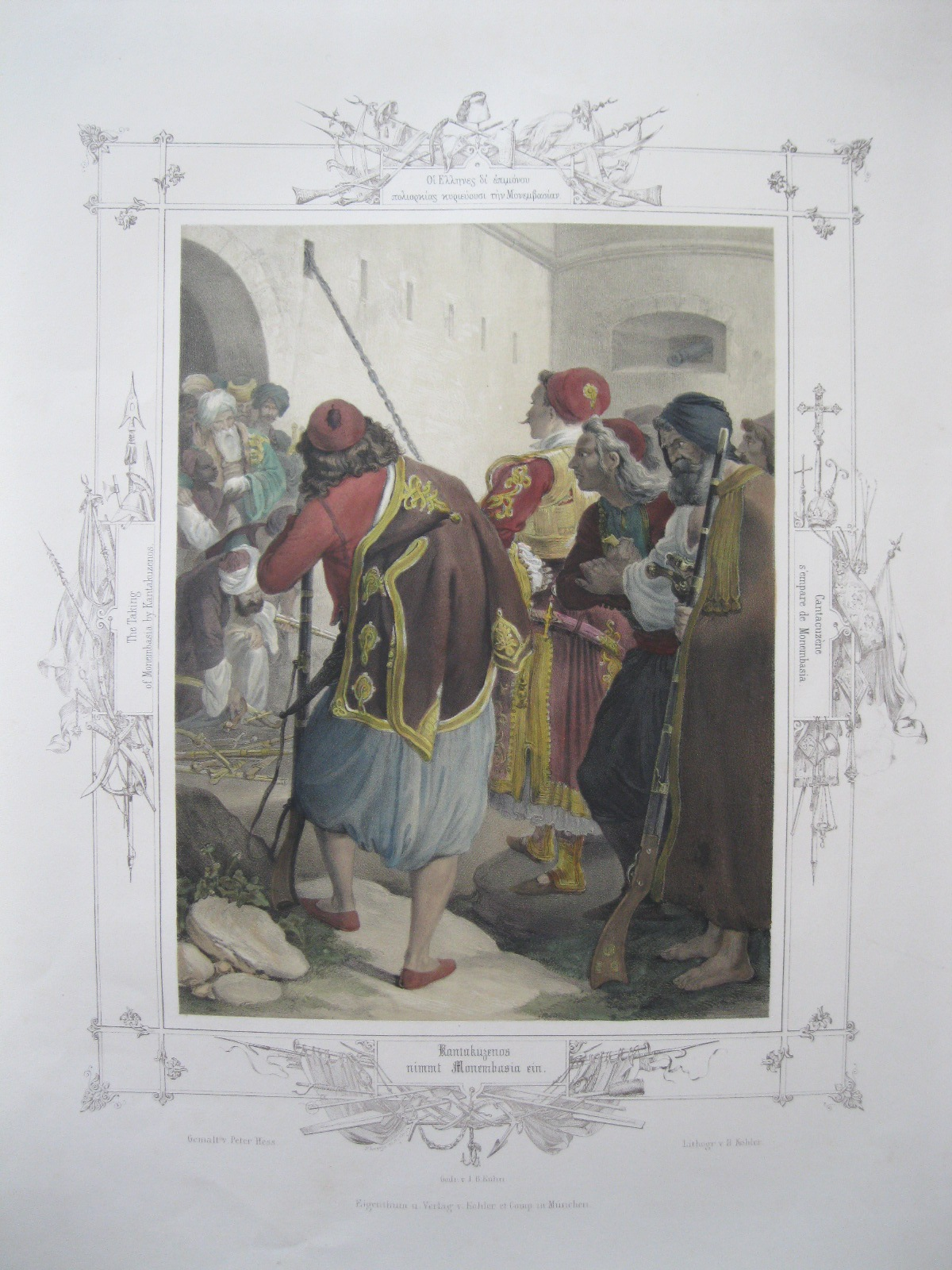
Werktext: „Kantakuzenos nimmt Monembasia durch Kapitulation“; Peter von Hess

Die Schlüssel der Festung wurden am 21. Juli 1821 offiziell übergeben. Zwei Tage später, am 23. Juli, befand sich die Stadt erstmals vollständig in griechischer Hand, ein symbolischer Sieg, der große Begeisterung in der Region auslöste und gleichzeitig die Moral der osmanischen Besatzung in Tripolitsa erschütterte. Die Moral der griechischen Revolutionäre stieg deutlich, als sie von der erfolgreichen Belagerung erfuhren.
Dimitrios Ypsilantis erhielt von der provisorischen Regierung für die Einnahme von Monemvasia und Navarino, die kurz darauf erfolgte, keine direkte Anerkennung oder Belohnung. Stattdessen plünderten seine Männer die Städte vollständig.

### Schicksal der Einwohner von Monemvasia
Laut einem zeitgenössischen Bericht der Kölnischen Zeitung erfuhren die Griechen nach ihrem Einzug in die Stadt, dass „die Geißel und alle ihre dort zurückgebliebenen Mitbürger (Griechen) durch die Türken ermordet worden waren“, woraufhin sie „schreckliche Vergeltung“ geübt hätten. Die Augsburgische Ordinari Postzeitung bestätigte diese Darstellung in einem eigenen Bericht. Ein widersprüchlicher Bericht von Admiral Hagan, dem Befehlshaber des französischen Geschwaders der Levante, legt in einem Schreiben an die französische Regierung nahe, dass „in der Festung Monemvasia dreihundert Griechen vorgefunden wurden, die von den Türken in keiner Weise misshandelt worden waren. Im Gegenteil: Diese hätten sie während der Hungersnot wie Brüder behandelt und stets ihre Kirchen geachtet. Die Manioten und die Griechen der Morea jedoch hätten sich bei der Einnahme der Stadt nicht auf gleiche Weise revanchiert, sondern in den Moscheen der Türken alle Arten von Gräueltaten begangen.“
Als bereits 600 Türken an Bord der Briggs gegangen waren, stürmte eine Gruppe von Manioten, trotz der Intervention von Kantakuzenos und seinen Offizieren, die Festung und tötete sowohl die noch darin verbliebenen als auch jene, die gerade im Begriff waren, an Bord der Schiffe zu gehen. Weiterhin plünderten sie den Besitz von Familien, die bereits eingeschifft worden waren. Dennoch war die Belagerung von Monemvasia der einzige Fall im ersten Jahr der Revolution, in dem es der Mehrheit der türkischen Bevölkerung gelang, der Vernichtung zu entgehen.
Am Ende der Übergabeverhandlungen verließen 600 oder 750 Überlebende Monemvasia auf dem Seeweg in Richtung Kleinasiens. Zur Erfüllung der Bedingung der Türken hinsichtlich der Kapitulation und des Transports nach Kleinasien lassen sich widersprüchliche Angaben finden. Einerseits lässt sich finden: „Anders als in vielen anderen Fällen wurde die Vereinbarung eingehalten.“
Der zeitgenössische Schwäbische Merkur schrieb im September 1821: „Die Griechen sollen jedoch diese Bedingung nicht erfüllt, vielmehr die Türken von Monemvasia auf eine der (unbewohnten) kykladischen Inseln gebracht, und sie dort ihrem Schicksal überlassen haben. Dort wurden die jedoch durch den französischen Agenten M. Bonfort in Scala Nuova mit Lebensmitteln versehen, und gerettet.“ M. Bonfort handelte auf eigene Initiative, nachdem er durch den in Scala Nuova ansässigen Elez-Aga vom Schicksal der auf der unbewohnten Insel zurückgelassenen Türken erfahren hatte. Er setzte ein zuvor bereits in Scala Nuova gechartertes österreichisches Schiff ein und eilte den Menschen zu Hilfe, die von den Spetsioten geplündert, ohne Nahrung und Kleidung auf der „Felseninsel Caxos“ ausgesetzt worden waren.
William St Clair bestätigt diese Darstellung teilweise: Etwa 500 Türken seien auf griechischen Schiffen verschleppt und auf eine unbewohnte Insel gebracht worden, wo sie eine zweite Hungersnot erlitten hätten. Die Überlebenden seien schließlich von einem französischen Kaufmann gerettet worden. Bei der unbewohnten Insel habe es sich jedoch um eine vor der kleinasiatischen Küste gehandelt. Letztlich seien sie in Kuşadası gerettet worden.
Einer weiteren Angabe nach war ursprünglich vorgesehen, dass die osmanischen Zivilisten auf die Insel Kythera gebracht werden sollten. Doch diese Absicht wurde durchkreuzt, da Kantakouzinos den britischen Kommandanten der Insel informierte, dass unter den Ankömmlingen möglicherweise ansteckende Krankheiten grassierten.

### Rückkehr der früheren Familien von Monemvasia
Nach der Belagerung kehrten einige griechische Familien zurück, die infolge der gescheiterten Orlow-Revolte 1770 nach Spetses, Hydra, Ägina und auf andere Inseln geflohen waren. Auch aus Kreta kamen einige Familien, darunter die Kapitsinis und die Ritsos, die als Nachfahren mittelalterlicher Archonten gelten und später wieder an Einfluss gewannen. Diese Familien verfügten über erhebliche sozioökonomische Stärke.

## Rezeption
Als die Nachricht über den Erfolg der Belagerung Westeuropa erreichte, wurde sie als „Triumph des Liberalismus und des Christentums gefeiert“. Nach William St Clair handelte es sich dabei jedoch um das einzige Beispiel, bei dem sich verwestlichte Griechen gegenüber den Vorstellungen der lokalen Bevölkerung durchsetzen konnten.
Der Historiker Stathis Koutrouvidis konstatiert: „Die Ereignisse in Monemvasia haben eine besondere Bedeutung, da der Lauf der Ereignisse die Stereotypen, mit denen Generationen aufgewachsen sind, aufbricht und die vereinfachenden Vorstellungen von ‚guten Griechen‘ und ‚schlechten Türken‘ überwindet. Dies beweist, dass Situationen meist komplexer sind und nicht nur ‚ethnozentrischen‘ Ansätzen folgen.“